# Varanus mabitang
Varanus mabitang (Варан панайський) — представник родини варанових. Схоже, що це дуже рідкісний вид. Лише дванадцять тварин були спіймані з 2002 року.

## Опис
З вимірювання 25 зразків довжина голови і тіла в середньому 54,2 см, довжина хвоста 82 см, в результаті середня загальна протяжність 136 сантиметрів. Найбільший виміряний зразок був 175 см в довжину. Вага зразків становив від одного до восьми кілограмів у середньому 3,6 кг. Має чорний верх і від темно-сірого до чорного забарвлення на горлі, шиї, хвості і кінцівках. Частини шиї, спини і кінцівок мають крихітні, жовті лусочки. Морда злегка опукла, голова загалом дуже подовжена. Очі червонувато-коричневі, язик рожевий. Діти мають забарвлення дорослих.

## Спосіб життя
Це дуже деревний вид пов'язаний з великими деревами в тропічних вологих лісах. Це вузькоспеціалізований плодоїдний варан.

## Розповсюдження
Ендемік острова Панай на Філіппінах. Як правило, живе в лісових районах на гірських хребтах у північно-західному і західному Панаї. Тварини були записані з 200 до 1000 м над рівнем моря.

## Загрози та охорона
Вважається цьому виду дуже загрожують втрати і деградацію її низовинні лісові середовища проживання, через перехід цих земель в сільськогосподарський оборот і лісозаготівлі. Включений в Додаток II СІТЕС.